# Josep Morgades i Gili
Josep Morgades i Gili (Vilafranca del Penedès, 9 d'octubre de 1826 - Barcelona, 8 de gener de 1901) fou un clergue i activista cultural català, bisbe de Vic (1882-1899) i de Barcelona (1899-1901).

## Biografia
Va fer els estudis al Seminari Conciliar de Barcelona i el 1853 es doctorà en teologia i en dret canònic a la Universitat de València. Convenientment recomanat pel seu oncle, aniria resseguint el camí del capellà que vol formar part de la classe dirigent eclesiàstica. El 1852 era ordenat sacerdot. Fou professor del seminari (1852-1853), canonge de la catedral de Barcelona i rector del seminari des de 1879 per nomenament del bisbe Urquinaona. Convertí el seminari en hospital durant dues epidèmies de còlera.
El 1862 va obtenir el càrrec de penitencier al capítol de la catedral de Barcelona, vacant en ser nomenat Constantí Bonet i Zanuy bisbe de Girona. Per les obligacions com a penitencier i per voluntat personal, va desplegar una activitat notable en el camp de la sanitat i la beneficència. Fundà l'Asil del Bon Consell, els obradors per a noies obreres i les anomenades Escoles Dominicals i introduí a la diòcesi les Germanetes dels Pobres.
Es dedicà a propagar la devoció del Sagrat Cor de Jesús a Catalunya. El 1865 publicà la traducció de P. Ramière El Apostolado de la Oración, obra fundacional de l'associació que s'encarregava de propagar aquesta devoció. L'any següent, 1866, amb El Mensajero del Corazón de Jesús, creà una escola literària entre seminaristes cèlebres (Sardà i Salvany, Gatell, Torras i Bages, Baranera, etc.).
Amb la Revolució de Setembre (1868) arriben temps difícils per a l'Església. El 1873, un incident amb un grup que el volia apallissar va fer que s'espantés i marxés de Barcelona. Morgades va veure com bona part de les classes socials eren crítiques envers el paper que representava l'Església. La presència entre la classe obrera, on l'Església mai no havia entrat, fou la seva nova font d'inspiració. Tot i la seva oposició inicial, acceptà el bisbat de Vic (1882-1899). Fou consagrat el 16 de juliol de 1882 pel bisbe Urquinaona. Seguí la línia social de Lleó XIII i presentà en una llarga pastoral i en una edició popular l'encíclica Rerum novarum. Després d'un llarg procés, aconseguí de restaurar el bisbat de Solsona (1895) i en fou administrador apostòlic.
Seguint la seva trajectòria: desitjava arribar a les classes populars, permet que Beata Petra de Sant Josep instal·li el seu nou noviciat a Manresa, la fundadora de la Congregació de Mares de Desemparats havia obtingut una autorització per instal·lar aquest noviciat a Barcelona, però unes setmanes abans d'iniciar el trasllat el llavors bisbe de Barcelona li va retirar el permís. Diversos religiosos catalans li van aconsellar que es dirigís al Doctor Morgades, ja que era ben conegut el seu caràcter conciliador.
La primer etapa com a bisbe de Vic, fins al 1890, es caracteritzà per la lluita entre els integristes i els "mestissos". Els primers, aliats amb els carlins, volien la restauració de l'Antic Règim. Morgades fou un clar exponent de la postura dels conciliadors. El bisbe de Vic representava el pol oposat al paper que feia el bisbe d'Urgell, el cardenal Casañas. El que sí que pertocà al bisbe Morgades fou la suspensió a divinis de mossèn Jacint Verdaguer (1895), precisament ell, que nou anys abans l'havia coronat a Ripoll "príncep de les lletres catalanes".

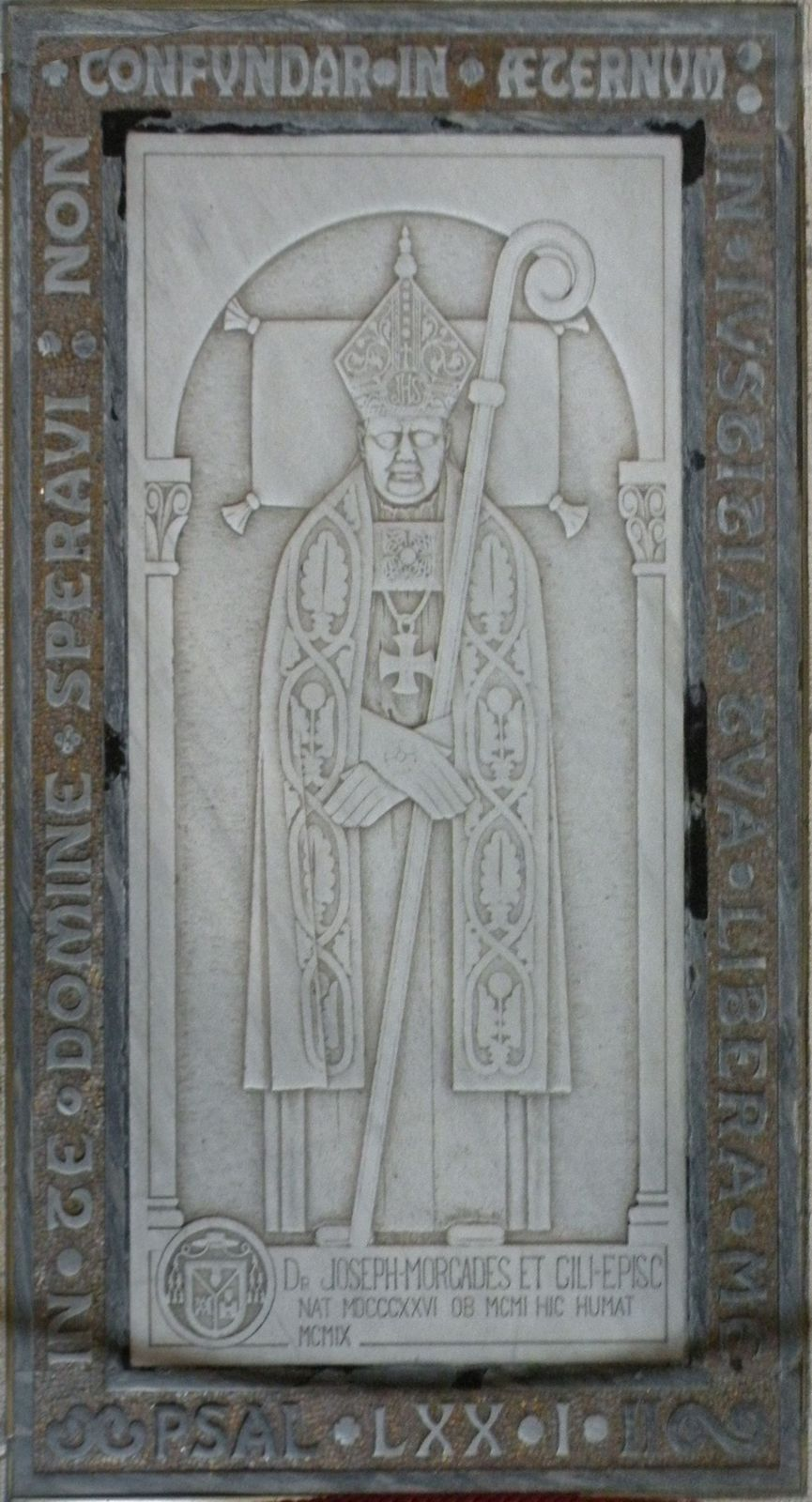
Làpida de la tomba del bisbe Josep Morgades i Gili. Monestir de Santa Maria de Ripoll.

El 1889 fundà el Museu Episcopal de Vic. El 1890 consagrà l'església de Santa Maria d'Igualada. Promogué la restauració dels monestirs de Sant Joan de les Abadesses, de l'Estany, de Montgrony i de Lluçà. La restauració més ressonant —i amb voluntat d'unió de tots els catalans en l'esperit de la Renaixença catalana— fou la de Ripoll el 1892. El 1893 refusà el trasllat a l'arquebisbat de Burgos, però el 19 de juliol de 1899 fou nomenat bisbe de Barcelona, per petició dels parlamentaris barcelonins al Govern i presentació a Roma per Manuel Duran i Bas, aleshores ministre de justícia. Fou atacat aferrissadament per l'integrisme, especialment pel sacerdot secularitzat Segimon Pey i Ordeix— al qual aplicà penes canòniques—, que li dedicà un llibre calumniós (El divorcio de la condesa).
Fou un dels bisbes més representatius del procés d'adaptació de l'Església catalana a l'estat liberal, i també de la defensa de la llengua catalana. L'11 d'octubre de 1896 fou convidat als actes de consagració a Montserrat de l'Orfeó Català. La seva pastoral sobre la necessitat del catecisme i de la predicació en llengua catalana (1900) fou controvertida en el Senat i el Congrés dels Diputats i per la premsa de Madrid, i àdhuc pel secretari d'estat del papa, el cardenal Mariano Rampolla del Tindaro. Amb la venerable Rosa Ojeda i Creus, va fundar la congregació religiosa de les Germanes Carmelites de Sant Josep, instal·lant-ne la primera comunitat el 10 d'octubre de 1900 a Barcelona.
Va posar la primera pedra del nou seminari del carrer de la Diputació de Barcelona i també fou el qui l'inaugurà com a bisbe. Fou senador (1899) i membre de la Real Academia de la Historia. Cal considerar-lo com un antecessor de la figura de Torras i Bages.
Nou anys després de la seva mort, les seves despulles foren soterrades a la nau central de Santa Maria de Ripoll.